# Urotrygon cimar
Urotrygon cimar är en rockeart som beskrevs av López S. och Bussing 1998. Urotrygon cimar ingår i släktet Urotrygon och familjen Urotrygonidae. Inga underarter finns listade i Catalogue of Life.